# Rijkevorsel
Rijkevorsel is een plaats en gemeente in de Belgische provincie Antwerpen. De gemeente behoort tot het gerechtelijk kanton en kieskanton Hoogstraten. In de volksmond wordt van Veussel gesproken. De Kempense gemeente telt ruim 12.000 inwoners.

## Geschiedenis
Tussen 1902 en 1915 werd onder meer een urnenveld uit de IJzertijd aangetroffen. Vermoedelijk kreeg Willibrordus begin 8e eeuw het goed Vorsel geschonken door Pepijn van Herstal. Dit werd later gesplitst in drie heerlijkheden: Hoogstraten, Wortel en Rijkevorsel.
De oudste vermelding van Rijkevorsel is van 1194, als Forsela, later werd dit: Vorsel. De precieze betekenis van het woord is niet duidelijk.
De parochie van Vorsel, later Rijkevorsel, dateert uit de middeleeuwen. In 1194 werd het patronaatsrecht van de parochie door Jean d'Antoing, deken van Kamerijk, afgestaan aan het Onze-Lieve-Vrouwekapittel te Antwerpen.
Van de heerlijkheid Rijkevorsel is reeds sprake in de 13de eeuw, toen ze aan Weinemar van Gemenich toebehoorde. In 1358 vond een overdracht plaats van Jan I van Cuijk (1312-1357), heer van Hoogstraten, aan zijn broer Hendrik. In 1518 werd Hoogstraten een graafschap onder Antoon I van Lalaing. Rijkevorsel maakte er deel van uit maar behield zijn eigen bestuur. Dit bleef zo tot de val van het Ancien régime (einde 18e eeuw),
Pieter Breughel de Oude trok rond in de Noorderkempen en Rijkevorsel om het boerenleven te bestuderen.
Rijkevorsel bleef tot ongeveer 1850 een van de armste Kempense dorpen, waarvan slechts een kwart van de oppervlakte door de landbouw werd ingenomen. Rogge, haver, klaver, boekweit en aardappelen werden er geteeld. 700 ha waren hertogelijk jachtgebied en het overige was woeste grond (heide, moeras en vennen). Er waren een aantal thuiswevers en daarnaast was er nog een jeneverstokerij en een leerlooierij.
Van 1864-1874 werd het Kanaal Dessel-Turnhout-Schoten op het grondgebied van Rijkevorsel gegraven. Vanaf 1870-1924 kwamen er 14 steenovens, welke gebruik maakten van de in de ondergrond aanwezige klei en welke de transportmogelijkheden van het kanaal benutten. Ook stadsmest werd vanuit Antwerpen aangevoerd, waarmee de bodemvruchtbaarheid werd verbeterd. Vanaf 1910 kwamen er ook enkele diamantslijperijen naar Rijkevorsel. Ook werden er enige tijd sigaren vervaardigd.
Tijdens de Tweede Wereldoorlog liep Rijkevorsel aanzienlijke schade op, waaronder de verwoesting van de kerk door Duits artillerievuur op 26 september 1944.

## Geografie

### Woonkernen
Binnen de grenzen van Rijkevorsel liggen enkele kleinere gehuchten. Namelijk Sint-Jozef, Achtel, Gammel en Keirschot. 

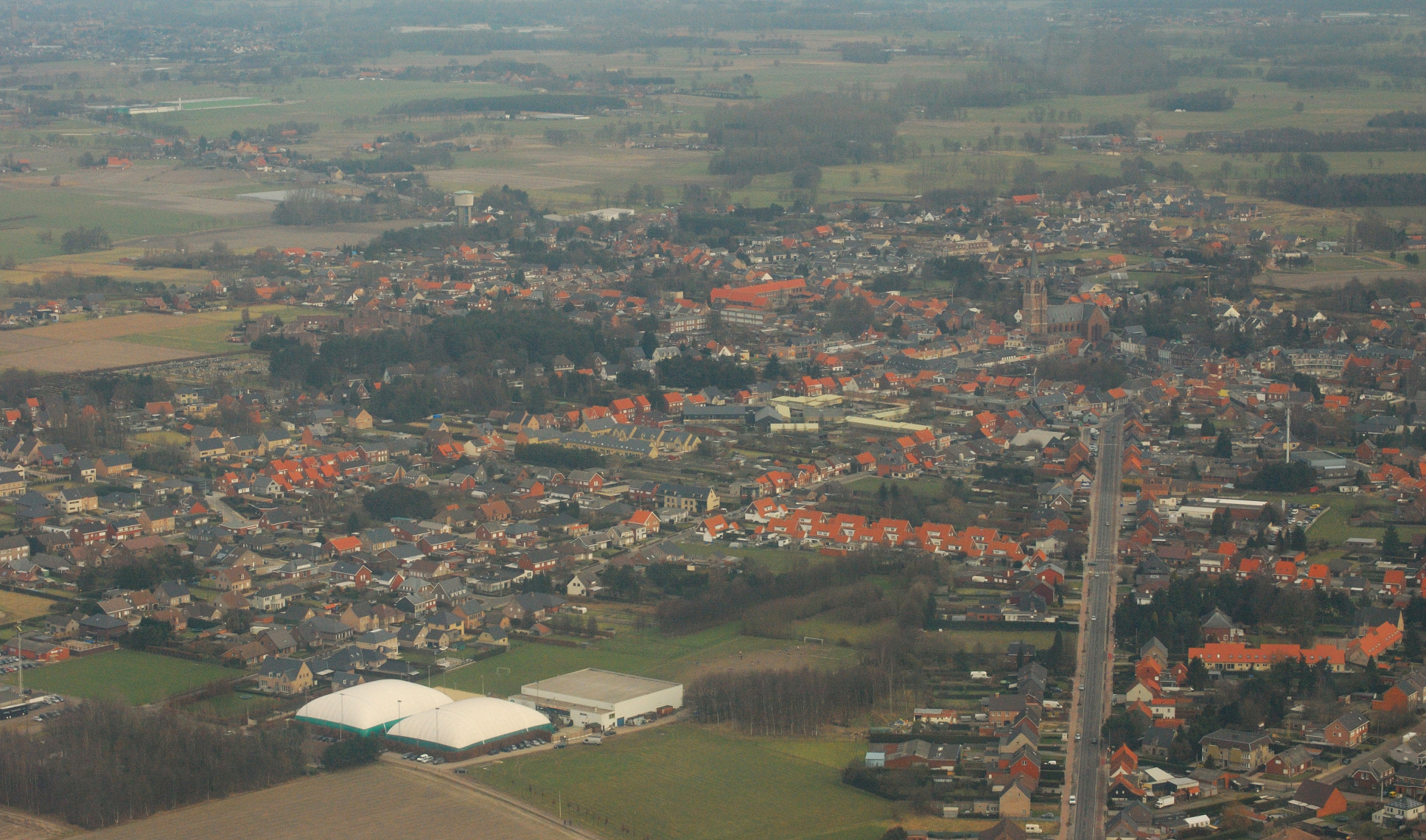
Luchtopname van Rijkevorsel

### Aangrenzende gemeenten
| Aangrenzende gemeenten | Aangrenzende gemeenten | Aangrenzende gemeenten | Aangrenzende gemeenten | Aangrenzende gemeenten |
| ---------------------- | ---------------------- | ---------------------- | ---------------------- | ---------------------- |
|                        |                        | Hoogstraten            |                        | Merksplas              |
|                        |                        |                        |                        |                        |
| Brecht                 |                        |                        |                        |                        |
|                        |                        |                        |                        |                        |
|                        |                        | Malle                  |                        | Beerse                 |

## Bezienswaardigheden
- De Sint-Willibrorduskerk in het centrum. De oude kerk werd tijdens de bevrijdingsdagen van de Tweede Wereldoorlog verwoest, er bleef enkel een gevelfragment en de restanten van de toren over. Dit gevelfragment werd op 28 maart 1956 geklasseerd en de toren werd heropgebouwd.
- De Stenen Bergmolen
- De Sint-Jozefkerk, gelegen in het dorp Sint-Jozef. Deze neogotische driebeukige kerk met kruisbeuk en koor werd ontworpen door architect Taeymans en dateert uit 1909. Zij werd ingewijd op 12 september 1912.
- De Onze-Lieve-Vrouw van Zeven Weeënkapel te Achtel
- De Sint-Luciakapel, gelegen tussen Molen- en Sint-Willibrordusstraat op ommuurd plantsoentje met drie grote lindebomen. Toegewijd aan reeds vanouds in Rijkevorsel vereerde beschermheilige.
- Het Domein De Hees
- Het gehucht Gammel met industriegebouw
- Het Hof ter Looi

## Natuur en landschap
Rijkevorsel ligt in de Noorderkempen op een hoogte van 17-30 meter. Rijkevorsel ligt nabij de Kleine Mark die in noordelijke richting stroomt. Het Kanaal Dessel-Turnhout-Schoten verloopt ten zuiden van de kom in oost-westrichting. Kleilagen in de ondergrond zorgden voor baksteenindustrie waarbij kleiputten ontstonden. Hier zijn natuurgebieden ontstaan zoals de Bonte Klepper ten zuidwesten van de kom. Het bosrijke Domein De Hees ligt ten noordwesten van de kom. Verdere bos- en natuurgebieden liggen ten oosten van het dorp Sint-Jozef.

## Demografie

### Demografische ontwikkeling
- Bronnen:NIS, Opm:1806 tot en met 1981=volkstellingen; 1990 en later= inwonertal op 1 januari

| Inwoners van jaar tot jaar op 1 januari 1992 tot heden | Inwoners van jaar tot jaar op 1 januari 1992 tot heden | Inwoners van jaar tot jaar op 1 januari 1992 tot heden |
| jaar                                                   | Aantal                                                 | Evolutie: 1992=index 100                               |
| ------------------------------------------------------ | ------------------------------------------------------ | ------------------------------------------------------ |
| 1992                                                   | 9.730                                                  | 100,0                                                  |
| 1993                                                   | 9.842                                                  | 101,2                                                  |
| 1994                                                   | 9.928                                                  | 102,0                                                  |
| 1995                                                   | 10.037                                                 | 103,2                                                  |
| 1996                                                   | 10.092                                                 | 103,7                                                  |
| 1997                                                   | 10.171                                                 | 104,5                                                  |
| 1998                                                   | 10.308                                                 | 105,9                                                  |
| 1999                                                   | 10.376                                                 | 106,6                                                  |
| 2000                                                   | 10.455                                                 | 107,5                                                  |
| 2001                                                   | 10.482                                                 | 107,7                                                  |
| 2002                                                   | 10.464                                                 | 107,5                                                  |
| 2003                                                   | 10.513                                                 | 108,0                                                  |
| 2004                                                   | 10.495                                                 | 107,9                                                  |
| 2005                                                   | 10.626                                                 | 109,2                                                  |
| 2006                                                   | 10.674                                                 | 109,7                                                  |
| 2007                                                   | 10.847                                                 | 111,5                                                  |
| 2008                                                   | 10.982                                                 | 112,9                                                  |
| 2009                                                   | 11.142                                                 | 114,5                                                  |
| 2010                                                   | 11.259                                                 | 115,7                                                  |
| 2011                                                   | 11.271                                                 | 115,6                                                  |
| 2012                                                   | 11.434                                                 | 117,5                                                  |
| 2013                                                   | 11.512                                                 | 118,3                                                  |
| 2014                                                   | 11.535                                                 | 118,6                                                  |
| 2015                                                   | 11.691                                                 | 120,2                                                  |
| 2016                                                   | 11.823                                                 | 121,5                                                  |
| 2017                                                   | 11.879                                                 | 122,1                                                  |
| 2018                                                   | 11.932                                                 | 122,6                                                  |
| 2019                                                   | 12.060                                                 | 123,9                                                  |
| 2020                                                   | 12.178                                                 | 125,2                                                  |
| 2021                                                   | 12.262                                                 | 126,0                                                  |
| 2022                                                   | 12.324                                                 | 126,7                                                  |
| 2023                                                   | 12.531                                                 | 128,8                                                  |
| 2024                                                   | 12.561                                                 | 129,1                                                  |
| 2025                                                   | 12.560                                                 | 129,1                                                  |

## Politiek

### Structuur
De gemeente Rijkevorsel ligt in het kieskanton Hoogstraten en het provinciedistrict Turnhout. Deze maken deel uit van het kiesarrondissement Mechelen-Turnhout en de kieskring Antwerpen.
| Rijkevorsel      | Rijkevorsel      | Supranationaal         | Nationaal                         | Nationaal           | Gemeenschap         | Gewest              | Provincie           | Arrondissement    | Provinciedistrict | Kanton          | Gemeente        |
| ---------------- | ---------------- | ---------------------- | --------------------------------- | ------------------- | ------------------- | ------------------- | ------------------- | ----------------- | ----------------- | --------------- | --------------- |
| Administratief   | Niveau           | Europese Unie          | België                            | België              | Vlaanderen          | Vlaanderen          | Antwerpen           | Turnhout          | Turnhout          | Turnhout        | Rijkevorsel     |
| Administratief   | Bestuur          | Europese Commissie     | Belgische regering                | Belgische regering  | Vlaamse regering    | Vlaamse regering    | Deputatie           | Deputatie         | Deputatie         | Deputatie       | Gemeentebestuur |
| Administratief   | Raad             | Europees Parlement     | Kamer van volksvertegenwoordigers | Vlaams Parlement    | Vlaams Parlement    | Vlaams Parlement    | Provincieraad       | Provincieraad     | Provincieraad     | Provincieraad   | Gemeenteraad    |
| Kiesomschrijving | Kiesomschrijving | Nederlands Kiescollege | Kieskring Antwerpen               | Kieskring Antwerpen | Kieskring Antwerpen | Kieskring Antwerpen | Kieskring Antwerpen | Mechelen-Turnhout | Turnhout          | Hoogstraten     | Rijkevorsel     |
| Verkiezing       | Verkiezing       | Europese               | Federale                          | Federale            | Vlaamse             | Vlaamse             | Provincieraads-     | Provincieraads-   | Provincieraads-   | Provincieraads- | Gemeenteraads-  |

| College van burgemeester en schepenen | College van burgemeester en schepenen |
| ------------------------------------- | --- |
| Burgemeester                          | Dorien Cuylaerts (N-VA) |
| Schepenen                             | 1. Lieven Van Nyen (Samen2310) 2. Bob Van den Eijnden (Samen2310) 3. Nathalie Cuylaerts (N-VA) 4. Peter Janssens (N-VA) 5. Bert Vangenechten (N-VA) |

### Geschiedenis

#### Lijst van burgemeesters
| Tijdspanne | Tijdspanne  | Burgemeester                   |
| ---------- | ----------- | ------------------------------ |
|            | 1800 - 1823 | Joannes Gerardus Van Beckhoven |
|            | 1823 - 1842 | Andreas Bogaerts               |
|            | 1843 - 1848 | Joannes Fransen                |
|            | 1848 - 1867 | Andreas Van Roey               |
|            | 1868 - 1881 | Franciscus Fransen             |
|            | 1881 - 1917 | Karel Geerts                   |
|            | 1918        | Petrus Joannes Van Roey        |
|            | 1919 - 1931 | Karel Van Roey                 |
|            | ...         |                                |
|            | 1939 - 1941 | Frans Leonard Schrijvers       |

| Tijdspanne | Tijdspanne   | Burgemeester                             |
| ---------- | ------------ | ---------------------------------------- |
|            | 1941 - 1944  | Frans Fransen (VNV, oorlogsburgemeester) |
|            | 1944 - 1964  | Frans Leonard Schrijvers                 |
|            | 1965 - 1980  | Jozef Hufkens                            |
|            | 1980 - 1982  | Jan De Gruyter (ACW)                     |
|            | 1982 - 1994  | August Stoffels (CD)                     |
|            | 1995 - 2000  | Jan De Gruyter (SNR)                     |
|            | 2001 - 2006  | Maria Brughmans (CVP / CD&V)             |
|            | 2007 - 2012  | August Van De Mierop (Open Vld)          |
|            | 2013 - heden | Dorien Cuylaerts (N-VA)                  |

#### Legislatuur 1995 - 2000
Het ACW, 'Dorp Voor De Mensen' (DVDM)/VU en enkele onafhankelijke kandidaten bundelden de krachten en trokken als kartel onder de kieslijst 'Samen Nieuw Rijkevorsel' (SNR) naar de kiezer. Burgemeester was Jan De Gruyter (SNR).

#### Legislatuur 2013 - 2018
In de aanloop naar de lokale verkiezingen maakten Karl Geens en Dorien Cuylaerts van SNR hun overstap naar N-VA bekend. Burgemeester werd Dorien Cuylaerts (N-VA). Zij leidde een coalitie bestaande uit N-VA, CD&V en SNR. Samen vormden ze de meerderheid met 15 op 21 zetels.

#### Legislatuur 2019 - 2024
Burgemeester bleef Dorien Cuylaerts (N-VA) die een coalitie leidde van N-VA en CD&V met een meerderheid van 14 op 21 zetels.

#### Legislatuur 2024 - 2030
Burgemeester bleef Dorien Cuylaerts (N-VA). Ze vormde een coalitie met N-VA en Samen2310, goed voor 16 op 23 zetels.

#### Resultaten gemeenteraadsverkiezingen sinds 1976
| Partij of kartel     | Partij of kartel                                 | 10-10-1976 | 10-10-1976 | 10-10-1982 | 10-10-1982 | 9-10-1988 | 9-10-1988 | 9-10-1994 | 9-10-1994 | 8-10-2000 | 8-10-2000 | 8-10-2006 | 8-10-2006 | 14-10-2012 | 14-10-2012 | 14-10-2018 | 14-10-2018 | 13-10-2024 | 13-10-2024 |
| Stemmen / Zetels     | Stemmen / Zetels                                 | %          | 19         | %          | 19         | %         | 19        | %         | 21        | %         | 21        | %         | 21        | %          | 21         | %          | 21         | %          | 23         |
| -------------------- | ------------------------------------------------ | ---------- | ---------- | ---------- | ---------- | --------- | --------- | --------- | --------- | --------- | --------- | --------- | --------- | ---------- | ---------- | ---------- | ---------- | ---------- | ---------- |
|                      | CD1/ CVP2/ CDE3/ CD&V4 / Samen23105              | -          |            | 36,441     | 8          | 36,142    | 8         | 30,573    | 7         | 28,862    | 7         | 24,824    | 6         | 24,184     | 5          | 16,94      | 3          | 28,25      | 7          |
|                      | PVV1/ VLD2/ SNR-GBA/ GB&VLD 3/ GemeenteBelangen4 | -          |            | 6,21       | 0          | 14,81     | 3         | 18,272    | 4         | 27,7A     | 7         | 25,713    | 6         | 22,213     | 5          | 24,44      | 5          | 11,14      | 2          |
|                      | Vlaamse L1/ DVDM2/ VU3/ SNRB / SNR-GBA/ N-VA4    | 18,021     | 3          | 15,692     | 3          | 5,043     | 0         | 30,44B    | 7         | 27,7A     | 7         | 20,20B    | 5         | 29,394     | 7          | 45,84      | 11         | 34,64      | 9          |
|                      | ACW1/ SNRB/ SNR-GBA/ ProVeussel2                 | 35,371     | 8          | 28,941     | 6          | 19,841    | 4         | 30,44B    | 7         | 27,7A     | 7         | 20,20B    | 5         | 15,14B     | 3          | 12,82      | 2          | 11,13      | 2          |
|                      | Agalev1/ Groen!2/ Groen3                         | -          |            | -          |            | 12,491    | 2         | 8,221     | 1         | 10,541    | 2         | 5,902     | 0         | -          |            | -          |            | 11,13      | 2          |
|                      | SP1/ sp.a2                                       | 13,071     | 2          | 12,741     | 2          | 11,681    | 2         | 12,51     | 2         | 13,521    | 3         | 14,302    | 3         | 9,092      | 1          | -          |            | -          |            |
|                      | Vlaams Belang                                    | -          |            | -          |            | -         |           | -         |           | -         |           | -         |           | -          |            | -          |            | 12,9       | 3          |
|                      | Groot Rijkevorsel                                | -          |            | -          |            | -         |           | -         |           | -         |           | 9,07      | 1         | -          |            | -          |            | -          |            |
|                      | RVWD                                             | -          |            | -          |            | -         |           | -         |           | 9,32      | 1         | -         |           | -          |            | -          |            | -          |            |
|                      | VORSEL                                           | -          |            | -          |            | -         |           | -         |           | 10,07     | 1         | -         |           | -          |            | -          |            | -          |            |
|                      | DEP                                              | 20,27      | 4          | -          |            | -         |           | -         |           | -         |           | -         |           | -          |            | -          |            | -          |            |
|                      | S Jozef                                          | 13,27      | 2          | -          |            | -         |           | -         |           | -         |           | -         |           | -          |            | -          |            | -          |            |
|                      | BBB-Rijkevorsel                                  | -          |            | -          |            | -         |           | -         |           | -         |           | -         |           | -          |            | -          |            | 2,2        | 0          |
| Totaal stemmen       | Totaal stemmen                                   | 5539       | 5539       | 6118       | 6118       | 6707      | 6707      | 7044      | 7044      | 7415      | 7415      | 7664      | 7664      | 7858       | 7858       | 8227       | 8227       | 5510       | 5510       |
| Opkomst %            | Opkomst %                                        |            |            |            |            | 97,47     | 97,47     | 95,93     | 95,93     | 94,78     | 94,78     | 95,30     | 95,30     | 91,56      | 91,56      | 92,9       | 92,9       | 61,7       | 61,7       |
| Blanco en ongeldig % | Blanco en ongeldig %                             | 4,24       | 4,24       | 4,77       | 4,77       | 5,93      | 5,93      | 5,65      | 5,65      | 7,2       | 7,2       | 7,37      | 7,37      | 4,99       | 4,99       | 5,1        | 5,1        | 0,5        | 0,5        |

De zetels van de gevormde coalitie staan vetjes. De grootste partij is in kleur.

## Cultuur

### Streekproducten
- 'Het Veusseltje' is een likeur op basis van graanjenever, afkomstig van Rijkevorsel.

### Evenementen
- Elk jaar werd er in het gebuurt Kleine Gammel ‘Spek- en Eierenfeesten’ gehouden. Waaronder een kruiwagenkoers, fuif, jokprijskamp en een paaptornooi.
- Elk jaar passeert in het dorpscentrum de Halfvastenstoet, georganiseerd door de Rijkevorselse Rederijkers.
- Elk jaar wordt in het tweede weekend van september door de Chiro van Sint-Jozef ‘Bar Kanaal’ georganiseerd.
- In de nacht van 30 april op 1 mei wordt Poortje Pik gehouden.

### Cultuur
- Heemkundige Kring: Heemkundige Kring

### Muziek
- De Singer vzw: muziekclub (jazz, rock, pop, stand-upcomedy, etc.)
- Koninklijke Fanfare Vermaak na Arbeid
- Koninklijke Brass Band Condor
- Koninklijke Harmonie Broederband

### Theater
- 't Veussels Tonjel
- Jeugdtheater Globe Rijkevorsel

### Jeugdverenigingen
- Plussers Rijkevorsel & Sint-Jozef
- Chiro Rijkevorsel
- Chiro Sint-Jozef Rijkevorsel
- JH De Wauwel
- Jong KVG (grensoverschrijdend)

## Economie
Volgens Het Nieuwsblad produceerde Rijkevorsel de kleinste afvalberg van Vlaanderen met zo'n 69,76 kg restafval per inwoner. Buurgemeente Merksplas staat op de tweede plaats.

## Onderwijs

### Kleuter- en lager onderwijs
- Scholengemeenschap "De Roos"
  - Het Moleke (vrije kleuterschool)
  - Sint-Lucia (vrije basisschool)
  - Het Kompas (vrije basisschool)
- De Wegwijzer (gemeentelijke basisschool)

## Sport

### Verenigingen
- KFC Zwarte Leeuw is de grootste voetbalploeg in Rijkevorsel. Deze ploeg voetbalde in 1989 nog in tweede klasse. In de provinciale reeksen speelt ook FC Sint-Jozef SK Rijkevorsel
- volleybalclub Rijkevoc en korfbalclub Rijko KC.
- Motorcrossteams Barwin en Low Gear Team
- Kruisbooggilde St-Joris en staande wip St-Willibrordus.
- gevechtsportclub Fusegi Ryu, Judoclub De Bres, Taekwondoclubs De Tijgers.
- KWB Rijkevorsel
- AC Rijkevorsel

## Bekende personen uit Rijkevorsel
Bekende personen die geboren of woonachtig zijn of waren in Rijkevorsel of een andere significante band met de gemeente hebben:
- Lodewijk Fransen (1896-1956), politicus en arts
- Francis Bay (1914-2005), dirigent
- Aster Berkhof (1920-2020), schrijver
- Leo Pleysier (1945), schrijver
- George Kooymans (Den Haag 1948-2025), gitarist Golden Earring
- Luk Van Soom (1956), beeldend kunstenaar
- Toon Aerts (1993), veldrijder
- Thijs Aerts (1996), veldrijder
- Paul Stoffels (1962), Belgisch medicus, baron
- Guy Van Den Langenbergh (1968), wielersportjournalist bij De Standaard en Het Nieuwsblad, schrijver
- Constant Janssen (1895-1970), Belgisch arts, vader van Paul Janssen, stichter Janssen Pharmaceutica
- Louis Doms (1897-1982), muzikant en volkskundige
- Willy Geest (Wegé) (1954), striptekenaar
- Emiel Janssen (1926-2017), kanunnik (° Rijkevorsel, 9-11-1926, † Antwerpen, 31-5-2017), voormalig vicaris-generaal en oud-deken van het kapittel van de O.-L.-Vrouwekathedraal te Antwerpen
- Kenneth Kerckhofs (1985), filmmaker en regisseur

## Nabijgelegen kernen
Merksplas, Hoogstraten, Sint-Lenaarts, Oostmalle, Sint-Jozef